# Прозенхіма
Прозенхіма (грецькою буквально — наповнене поверх чогось; тут — тканина) — загальна назва рослинних тканин, які, на відміну від паренхіми, складаються з дуже видовжених, звичайно загострених на кінцях клітин, різних за походженням і функціями. До прозенхіми належить більшість механічних тканин — волокна лубу і деревини тощо, а також деякі твірні тканини — прокамбій, камбій.